# Balfour (Vorname)
Balfour ist ein Vorname.

## Herkunft und Bedeutung
Der männliche Vorname stammt vom schottischen Familiennamen Balfour ab, der wiederum ursprünglich von mehreren Ortsnamen stammt, welche im Gälischen etwa Dorfweide bedeuten.

## Bekannte Namensträger
- Balfour Stewart (1828–1887), schottischer Physiker